# Диодот I
Диодот I (на гръцки: Διόδοτος Α' ὁ Σωτήρ; на латински: Diodotos) е основател на Гръко-бактрийското царство, което управлява от 255 пр.н.е. до 239 пр.н.е.

## Биография
Той е първо сатрап на селевкидите и се бунтува против Антиох II. Бие се успешно против възникващото Партско царство и сключва съюз със Селевк II.
Неговият син Диодот II го наследява на трона.